# 오오바 츠구미
오오바 츠구미(일본어: 大場 つぐみ 오바 쓰구미[*])는 일본의 만화 스토리 작가이다. 도쿄도 출신. 성별과 생년월일은 불명이며, 본명은 비공개 상태.
대표작으로는 《데스노트》가 있다. 《주간 소년 점프》(슈에이샤)에 《바쿠만》연재. 《플래티넘 엔드》연재 중.

## 인물
이전 활동 기록이 전혀 없는 상태에서 2003년 《데스노트》(그림 오바타 다케시)의 단편 버전이 갑자기 《주간 소년 점프》에 게재되면서 데뷔, 이 단편을 기반으로 한 《데스노트》로 연재 데뷔를 하게 된다. 해당 작품은 실사 영화, 소설, 애니메이션 등 많은 작품으로 제작되며 해외에서도 큰 인기를 끄는 히트작이 되었다.
2006년 《데스노트》 연재종료 후, 한동안 활동이 없다가 2008년에 다시 오바타 다케시와 《바쿠만》을 발표.
결벽증이 있어 매일 또는 최소 3일에 한 번은 청소를 한다고 한다. 방이 더러우면 일을 못 하는 성격이라고 한다.
모 TV 프로그램에 오바가 전달한 메시지에 1인칭은 보쿠(僕 : 남성의 1인칭)였으며, 내레이터는 남성을 기용했다.

## 정체
오바 쓰구미가 발표한 작품은 위 2작품 뿐이며, 슈에이샤의 공식 발표와 잡지 특집기사에서는 신인 만화가라 설명하고 있다. 본인 말로는 슈에이샤에 보낸 콘티가 칭찬을 받아 그 계기로 스토리작가가 되기로 했다고 한다. 오바타 다케시의 담당 편집자였던 요시다 고지(吉田 幸司)가 그 콘티를 눈여겨보고 2003년 8월 《데스노트》로 이어졌다고 한다. 그러나 사진도 없고 상세 프로필도 공개된 적이 없기에 과거 경력있는 작가의 가명이 아니냐는 의혹을 받고 있으며, 그 정체의 진위에 대해서는 많은 추측이 일고 있다. 《데스노트》의 작화를 담당한 오바타 다케시는 오바 쓰구미의 첫인상을 "멋있는 어른 같았다"고 인터뷰에서 밝힌 바 있다.
2006년 5월 ABC라디오 프로그램에서 《데스노트》 영화화에 관한 작품소개를 할 때, 작가 다케우치 요시카즈는 오바 쓰구미의 정체가 "상당한 베테랑 거물 작가다" "《주간 소년 점프》 편집부 내에서도 1급 비밀이며 관계자라 할지라도 진상을 아는 자는 적다"는 발언을 한 바 있다.
또한 쓰구미(つぐみ 츠구미)라는 이름은 일반적으로 여성 이름이다. 이때문에 데뷔 초에는 여성이라는 주장이 있었다. 그러나 아직 오바 쓰구미 본인은 어떤 성별인지조차도 밝힌 바가 없다.

### 가모 히로시 설
공식적인 발표가 없기 때문에 소문이나 추측 뿐이지만, 오바 쓰구미의 정체에 대한 일설로서 같은 《주간 소년 점프》에 《떴다! 럭키맨》 등의 개그만화 작품을 연재했던 만화가 가모 히로시가 아니냐는 설이 거론되고 있다.
업계 관계자의 말
이 설이 퍼지게 된 데에는 2005년 1월에 개최된 제4회 일본 오타쿠 대상에서 오가타 도시오의 발언이 원인이 되었다. 이 이벤트에서 오가타 도시오는 "오바 쓰구미는 가모 히로시야"라며 직접적으로 발언하였으며 나중에 잡지 인터뷰에서 "당시 내가 연재하던 잡지 편집자한테 들었습니다. 여러 경로를 통해 확인한 모양입니다"라며 그 근거를 대고 있다. 같은 이벤트에서 동석했던 쓰루오카 호사이도 그 잡지의 인터뷰에서 가모 히로시의 대표작 《떴다! 럭키맨》에서 볼 수 있는 작풍의 공통성을 거론하며 가모 히로시 설을 지지하고 있다.
또한, 다케쿠마 겐타로는 본인 블로그에서도 이 건에 대해, 다양한 경로를 통해 비슷한 설이 나오고 있지만 《주간 소년 점프》 측은 공식입장을 바꿀 생각이 없는 모양이라는 글을 남겼다.
기타 야스아키도 대학 강연에서 가모 히로시에 관련 질문에 대해 "오바 쓰구미 선생님이에요"라고 말한 바 있다. 이런 근거로 당시 《주간 소년 점프》 부편집장이었던 사사키 히로시는 "그 관련해서는 드릴 말씀이 없습니다"라고 하여 이 설에 대해 긍정도 부정도 하지 않았다.
인터넷 상에서의 검증
그밖에도 인터넷상에서는 《데스노트》 제1화에 주인공 야가미 라이토가 다니는 학원이《가모 세미나》(蒲生ゼミナール) 인 점, 가모가 과거에 미스터리물 《나는 소년탐정 단♪♪》을 그렸던 점, 단행본 등에서 오바의 그림 터치와 《바쿠만》 단행본에 나왔었던 오바의 콘티가 가모의 그림과 매우 닮은 점, 《바쿠만》 1권 표지에 《떴다! 럭키맨》같은 만화단행본이 그려져있는 점, 해당 작품의 등장인물 중에 주인공의 삼촌이 과거 만화가였던 경력을 가지고 있는데 그의 작품중 하나가 《떴다! 럭키맨》과 매우 비슷한 점, 《바쿠만》 단행본에서 ‘삼촌’의 콘티가 가모 히로시가 과거 그렸던 자화상과 매우 비슷한 점 등이 가모 히로시 설을 뒷받침하고 있다. 또한 《바쿠만》을 ‘BAKUMAN’으로 썼을 때 아랫부분을 약간 가리면 ‘RAKIIMAN’처럼 보이는 점 또한 관계성이 있지 않느냐는 의견도 있다.
작품 내의 공통성
2008년에 발매된 가모 히로시 작품의 일러스트의 광고에 오바의 코멘트가 적혀있으며, 그림책 내에는 《떴다! 럭키맨》 등 자신의 과거작품에 등장하는 캐릭터 등과 함께 《데스노트》에 등장하는 사신이나 L의 바지가 나오고, 노트·사과·시계 등의 그림이 ‘신세계 키라 월드’라는 글자와 함께 그려져 있다.
출신지와 혈액형
《QuickJapan》잡지 대상 인터뷰에서 본인이 도쿄 도 출신이며 혈액형은 B형이라고 말한 바 있다. 이것은 가모 히로시의 출신지와 혈액형과 일치한다.

## 작품
- 데스노트 (그림 오바타 다케시)
- 바쿠만 (그림 오바타 다케시)
- 플래티넘 엔드 (그림 오바타 다케시)